# Eminenti apostolatus specula
Eminenti Apostolatus Specula (tudi In eminenti apostolatus) je papeška bula, ki jo je napisal papež Klemen XII. 28. aprila 1738.
V tej buli je papež prepovedal katolikom, da postanejo prostozidarji, saj bi s tem storili herezijo. Posledično so prostozidarstvo prepovedali na Nizozemskem, na Malti pa so uvedli še smrtno kazen za prostozidarje.